# Rio Maior
Rio Maior – miejscowość w Portugalii, leżąca w dystrykcie Santarém, w regionie Alentejo w podregionie Lezíria do Tejo. Miejscowość jest siedzibą gminy o tej samej nazwie.

## Demografia
| Liczba ludności gminy Rio Maior (1849–2011) | Liczba ludności gminy Rio Maior (1849–2011) | Liczba ludności gminy Rio Maior (1849–2011) | Liczba ludności gminy Rio Maior (1849–2011) | Liczba ludności gminy Rio Maior (1849–2011) | Liczba ludności gminy Rio Maior (1849–2011) | Liczba ludności gminy Rio Maior (1849–2011) | Liczba ludności gminy Rio Maior (1849–2011) | Liczba ludności gminy Rio Maior (1849–2011) | Liczba ludności gminy Rio Maior (1849–2011) |
| ------------------------------------------- | ------------------------------------------- | ------------------------------------------- | ------------------------------------------- | ------------------------------------------- | ------------------------------------------- | ------------------------------------------- | ------------------------------------------- | ------------------------------------------- | ------------------------------------------- |
| 1849                                        | 1900                                        | 1930                                        | 1960                                        | 1981                                        | 1991                                        | 2001                                        | 2004                                        | 2011                                        |                                             |
| 5 405                                       | 11 645                                      | 15 150                                      | 19 356                                      | 19 894                                      | 20 119                                      | 21 110                                      | 21 621                                      | 21 192                                      |                                             |

## Sołectwa
Sołectwa gminy Rio Maior (ludność wg stanu na 2011 r.)
- Alcobertas – 1923 osoby
- Arrouquelas – 591 osób
- Arruda dos Pisões – 405 osób
- Asseiceira – 1017 osób
- Assentiz – 428 osób
- Azambujeira – 458 osób
- Fráguas – 905 osób
- Malaqueijo – 438 osób
- Marmeleira – 437 osób
- Outeiro da Cortiçada – 674 osoby
- Ribeira de São João – 496 osób
- Rio Maior – 12 005 osób
- São João da Ribeira – 892 osoby
- São Sebastião – 523 osoby